# Hägringar i handen
Hägringar i handen är en reseskildring av Artur Lundkvist utgiven 1964.
Boken skildrar intryck från en resa till Israel 1963 med besök i bland annat städerna Jerusalem, Eilat och Tel Aviv. Lundkvist skriver om landets historia, samhälle och natur och ägnar en särskilt ingående skildring åt Kibbutzsystemet.   